# Cigaritis namaquus
Cigaritis namaquus is een vlinder uit de familie van de Lycaenidae. De wetenschappelijke naam van de soort is voor het eerst gepubliceerd in 1874 door Roland Trimen.

## Verspreiding
De soort komt voor in het zuiden van Namibië en in Zuid-Afrika (Noord-Kaap en West-Kaap).

## Waardplanten
De rups leeft op Tetraena retrofracta (Zygophyllaceae).